# La Guàrdia d'Ares
La Guàrdia d'Ares – miejscowość w Hiszpanii, w Katalonii, w prowincji Lleida, w comarce Alt Urgell, w gminie Les Valls d'Aguilar.
Według danych INE z 2010 roku miejscowość zamieszkiwało 21 osób.